# Bahnhof Wadern
Der Bahnhof Wadern befand sich außerhalb des eigentlichen Stadtkerns von Wadern. Der Bau des Bahnhofsgebäudes erfolgte 1896 und endete 1897. Im Zweiten Weltkrieg wurde der Bahnhof erheblich zerstört.
Auf Grund der Zunahme des Individual- und Busverkehrs verlor der Bahnhof seine Bedeutung und wurde 1993 endgültig stillgelegt. Die ehemalige Eisenbahnersiedlung ist der heutige Stadtteil Dagstuhl.

## Lage

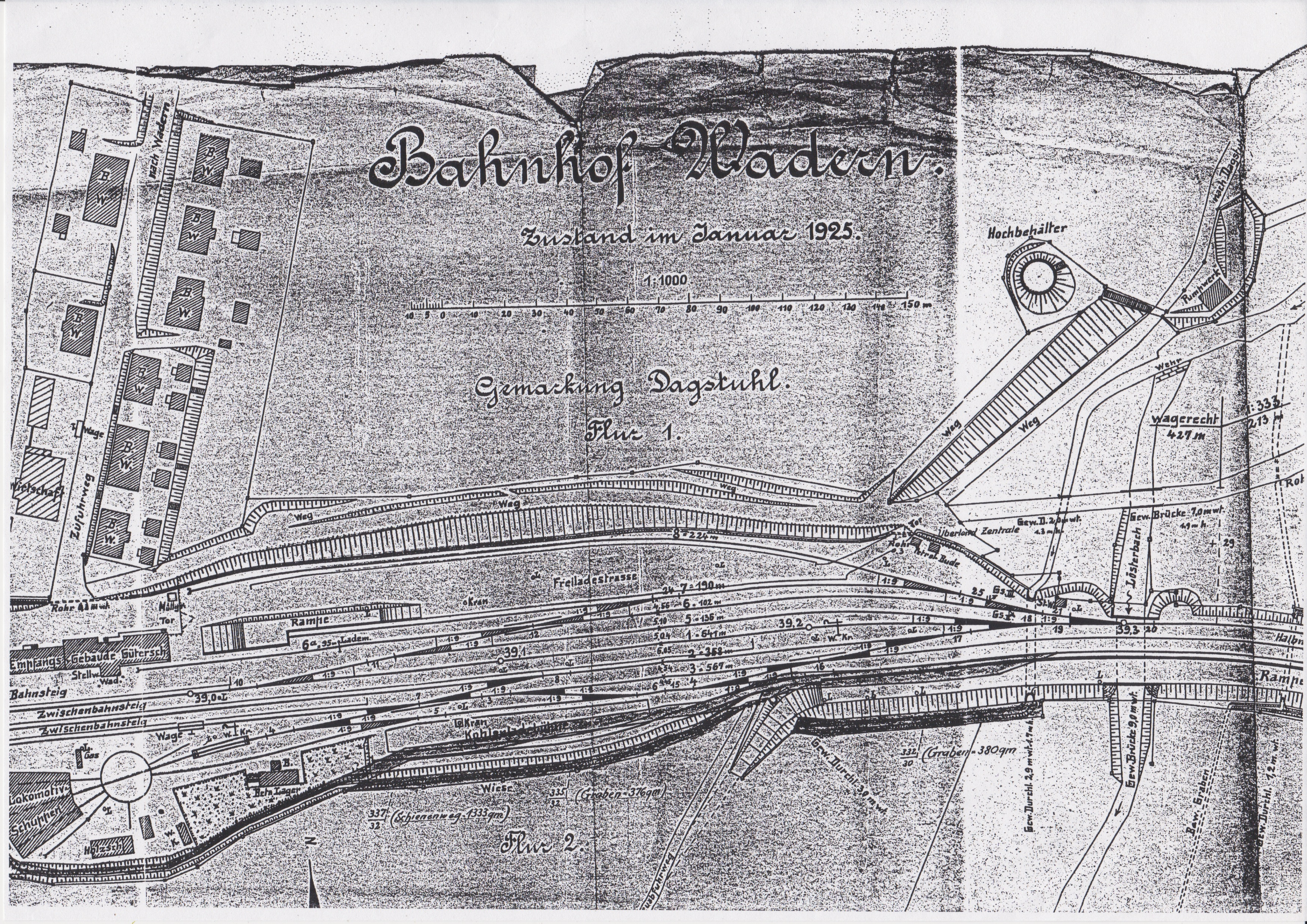
Gleisplan 1925

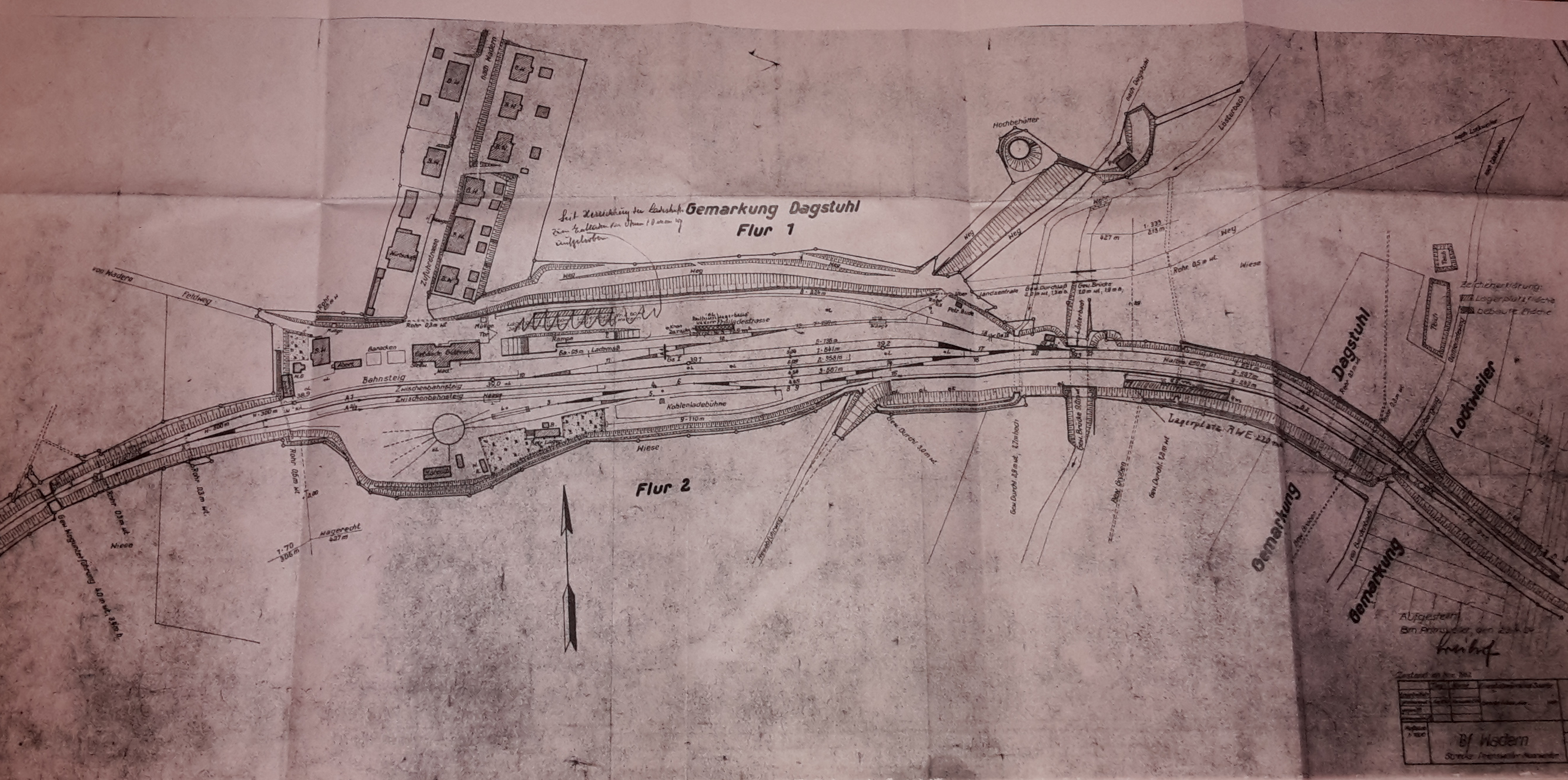
Gleisplan 1952

Der Bahnhof Wadern befand sich im Stadtteil Dagstuhl. Da die Primstalbahn von Hermeskeil nach Wadern über Nonnweiler statt über das Löstertal gelegt wurde, wurde der Bahnhof über einen Kilometer außerhalb des Stadtzentrums von Wadern errichtet. Über den Bahnhof fuhren Züge über die Primstalbahn nach Lebach und Büschfeld.

## Bauwerke

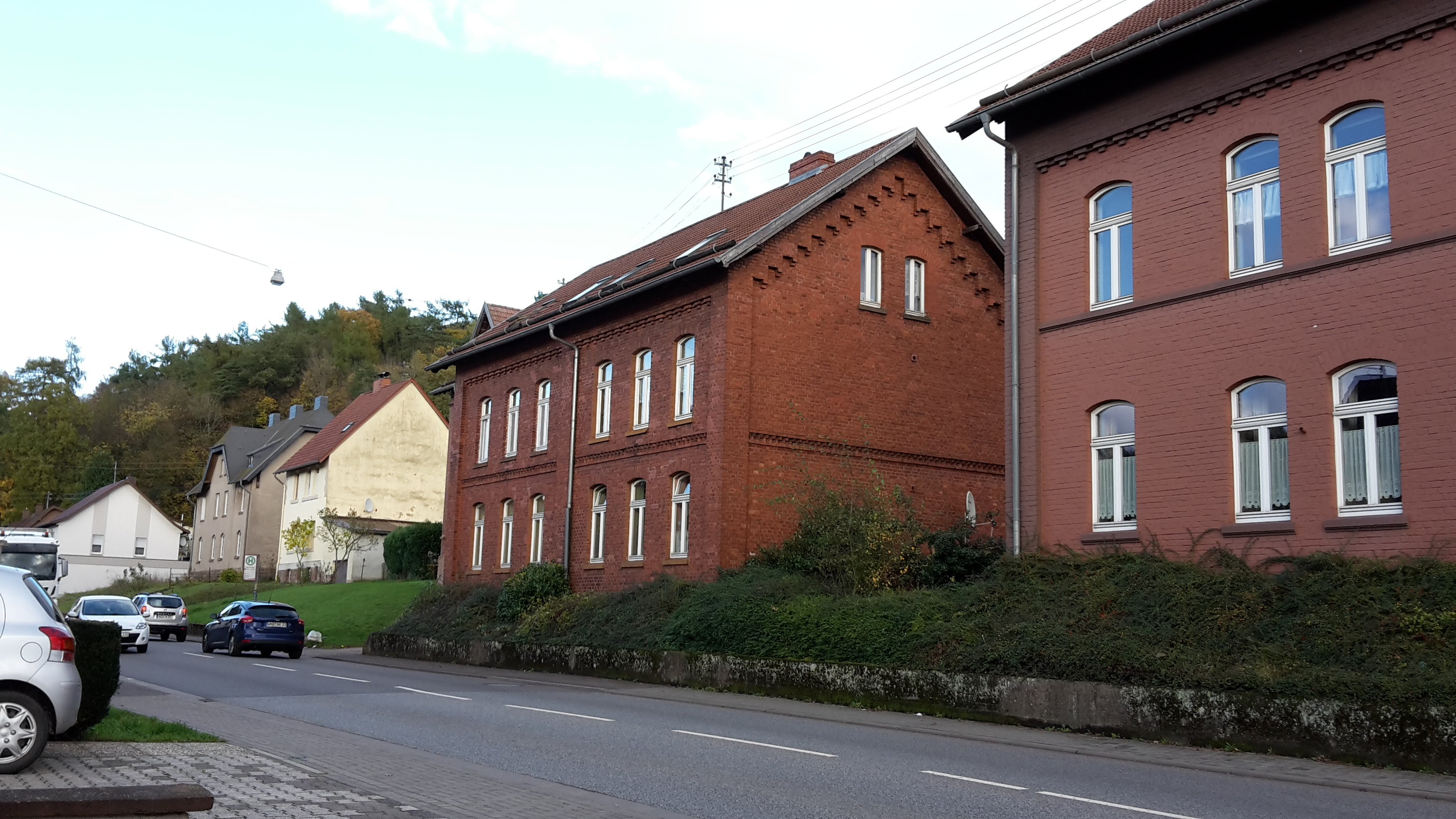
Wohnhäuser

Die Bahnhofssiedlung bestand aus einem Bahnhofsgebäude (Noswendlerstr. 4), vier Wohnhäusern für Beamte mit je vier Wohnungen (Bahnhofstr. 2, 4, 5 und 7–9), einem Dienstgebäude (Noswendlerstr. 3), einem Güterschuppen, einer Bahnhofsgaststätte, einer Empfangshalle und einem Übernachtungsraum (Bahnhofsstraße 6), welcher 1921 zu einer Grundschule umgebaut wurde. Hinzu kam ein dem Bahnbetriebswerk Völklingen unterstehender Lokomotivbahnhof, welche aus einem dreiständigen Lokschuppen, einer Bekohlungsanlage und einer Ladestraße bestand. Von 1897 bis 1929 war der Bahnhof Wadern Sitz der Bahnmeisterei. Insgesamt führten drei Gleise durch den Bahnhof.

## Geschichte

### Bau und Eröffnung
Nachdem der Bau der Primstalbahn Wemmetsweiler–Nonnweiler entschieden wurde, begann 1896 der Bau des Bahnhofsgebäudes, welcher 1897 abgeschlossen wurde. Zur gleichen Zeit wurden zwei Dienstgebäude und zwei Wohnhäuser für die Bediensteten errichtet. Am 10. Dezember 1897 wurde der Streckenabschnitt Lebach–Wadern–Nonnweiler eröffnet. Die Feierlichkeiten dafür wurden in Wadern ausgetragen. Neben den ökonomischen Vorteilen, die Wadern durch die Anbindung an das Schienennetz erhielt, war es vielen Berg- und Hüttenarbeitern möglich, zumindest am Wochenende, nach Hause in den Hochwald zu gelangen.

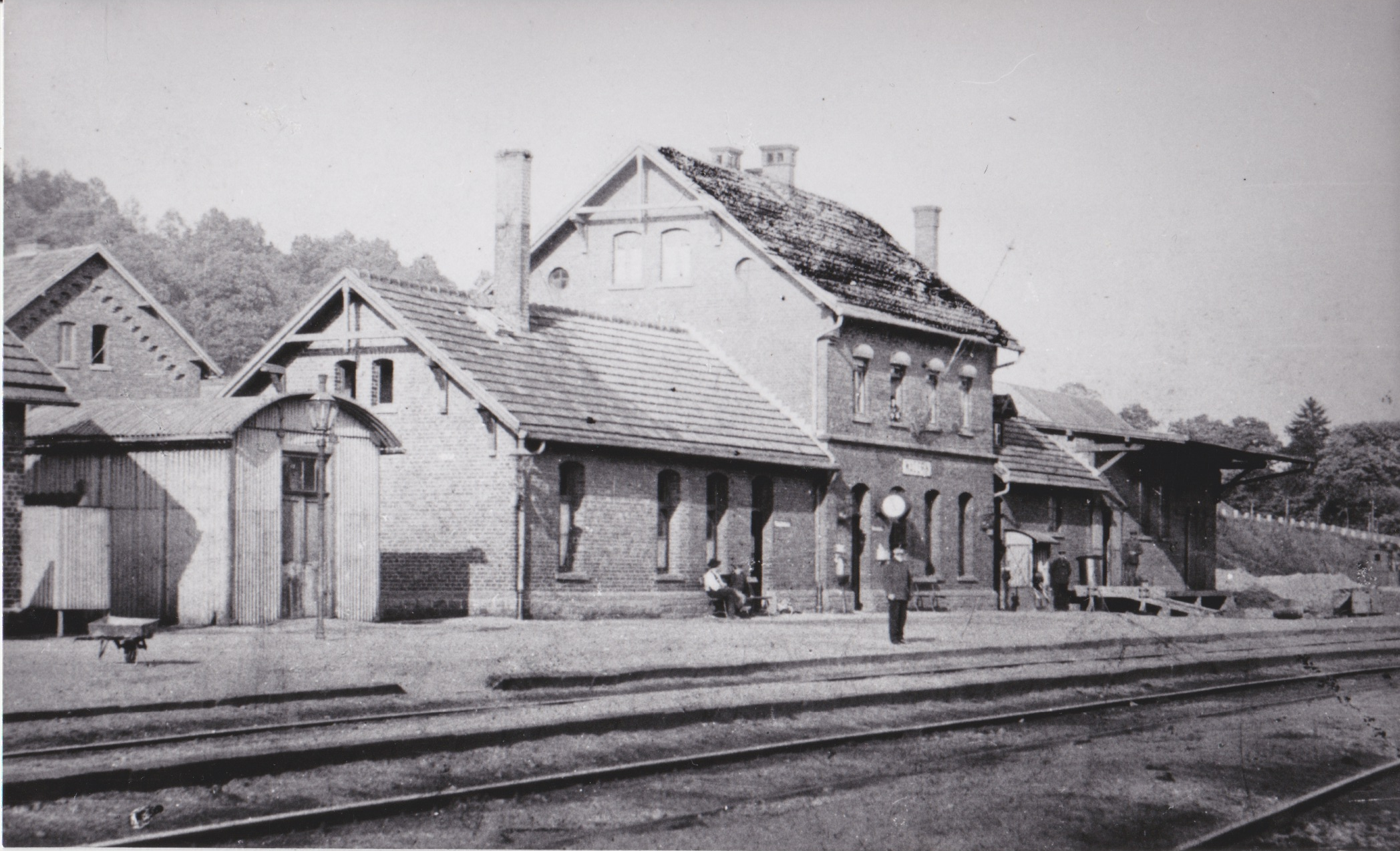
Bahnhof Wadern um 1900

Zwischen 1905 und 1921 wurden weitere Bauarbeiten durchgeführt.

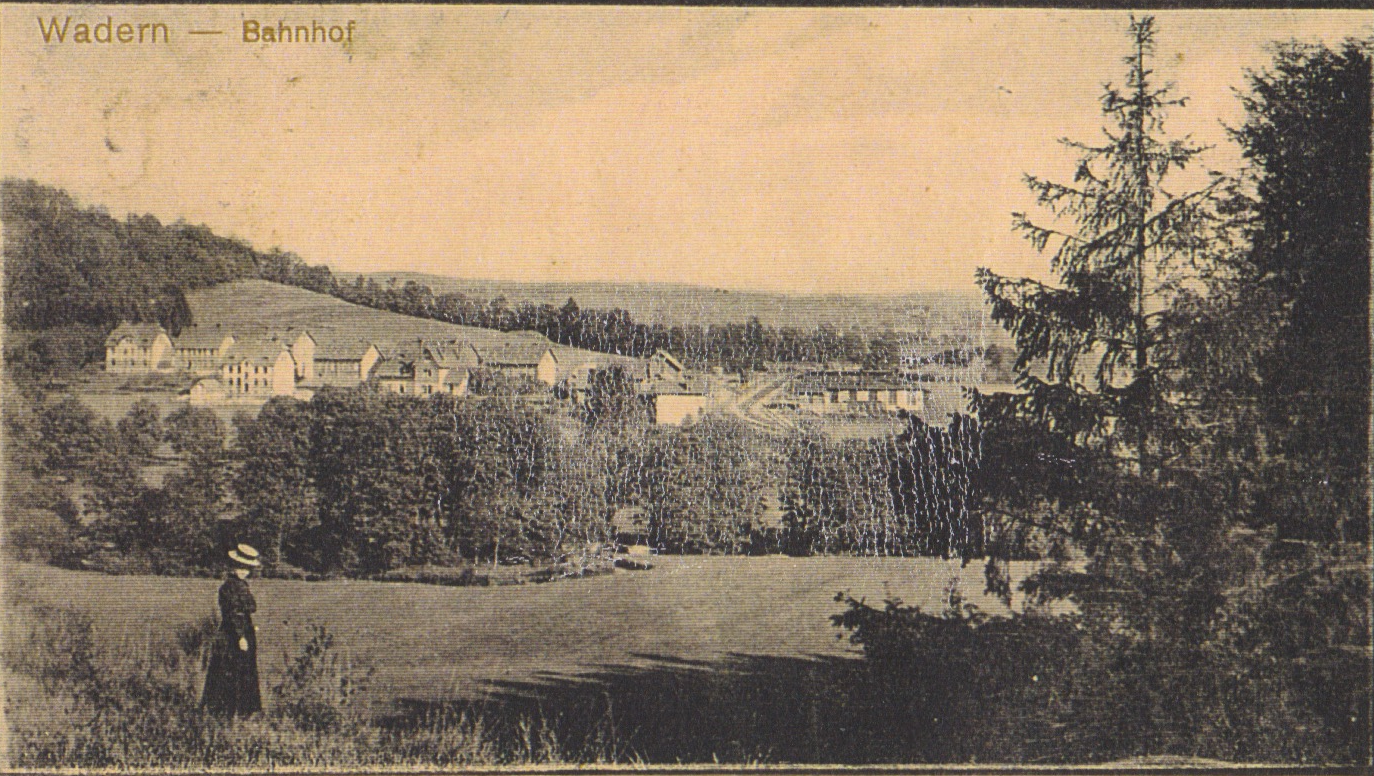
Totalansicht

Das Stationsgebäude und der Güterschuppen wurde erweitert und es kamen zwei Wohnhäuser hinzu. Zudem wurde der Übernachtungsraum zu einer Grundschule umgebaut.

### Erster Weltkrieg und Zweiter Weltkrieg
Im Ersten Weltkrieg wurde der Bahnhof zum Transport von Truppen zur Westfront genutzt.
Von 1897 bis 1925 bestand ein Lokomotivbahnhof mit fünf Lokomotiven, von 1897 an war der Ort 32 Jahre lang Sitz einer Bahnmeisterei. Am 2. Juni 1923 wurde die Eisenbahnersiedlung von französischen Truppen besetzt. Teilweise wurden die Eisenbahnerfamilien ausgewiesen.
Zwischen den beiden Weltkriegen erfuhr die Entwicklung der Eisenbahn einen rasanten Anstieg. 1904 fuhren planmäßig 20 Personenzüge am Tag in Wadern ab. 1913 waren es schon 26. Nach dem Ersten Weltkrieg fuhren 1919 täglich 22 Züge ab und zehn Jahre später waren es bereits 39. Hinzu kamen noch die Arbeiterzüge zu den Kohlegruben und täglich mindestens ein Güterzug.
Zu Beginn des Zweiten Weltkriegs 1939 wurde eine Laderampe errichtet. Durch Wadern fuhren zur Kriegszeit Züge mit Baumaterial zum Westwall und Evakuierungszüge aus der Roten Zone. Von September 1939 bis Juni 1940 diente der Bahnhof und die umliegende Siedlung als Auffanglager für Bahnpersonal, beispielsweise aus Saarbrücken und Völklingen, zeitweise bis zu dreihundert Personen. 
Am 27. Mai 1944 war der erste Luftangriff auf einen Zug beim Einfahren in den Bahnhof aus Richtung Büschfeld zu verzeichnen. Dabei wurde der Lokführer getötet. Deutlich mehr Tote gab es bei dem zweiten Luftangriff am 15. Januar 1945. Durch einen Bombentreffer auf die Bahnhofsstr. 8 verloren neun Personen ihr Leben. Nach Angaben des Dagstuhler Ortsvorstehers fanden in den Jahren 1944 und 1945 insgesamt 62 Luftangriffe auf den Bahnhof statt. Laut amerikanischen Archivalien waren es nur 16. Obwohl im Zweiten Weltkrieg der Bahnhof enorm zerstört wurde, fuhren ab dem 13. August 1945 wieder zwei Züge pro Tag.

### Niedergang
Die letzten Neuerungen am Bahnhof wurden durch den Neubau der Bahnhofsgaststätte und der Empfangshalle 1957 vorgenommen. Da der Individualverkehr zunahm, wich das Wohnhaus in der Bahnhofstr. 2 1961 für den Straßenneubau. In der Folgezeit wurden die Schienen lediglich von wenigen Sonderzügen genutzt. 

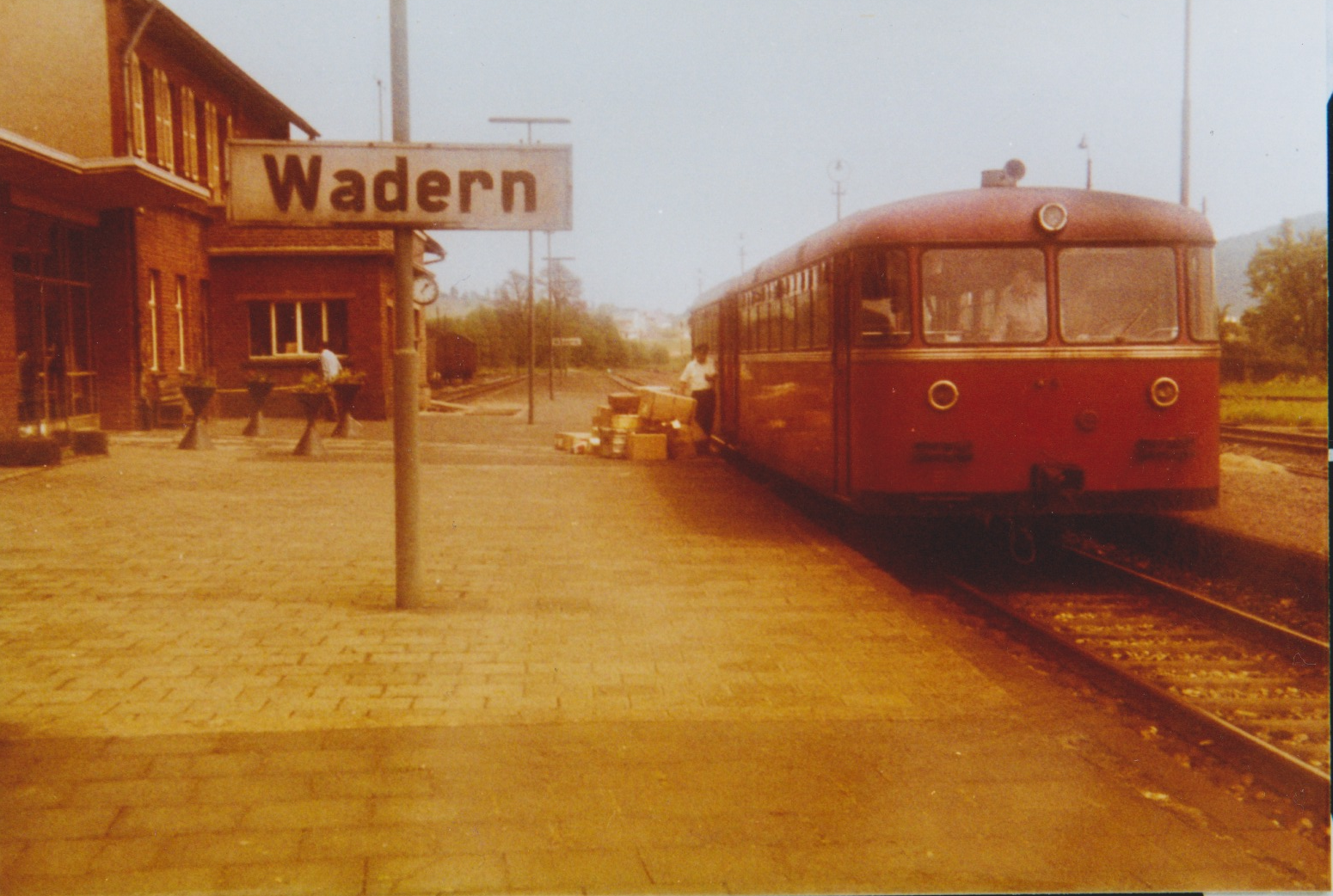
Bahnhof Wadern 1976

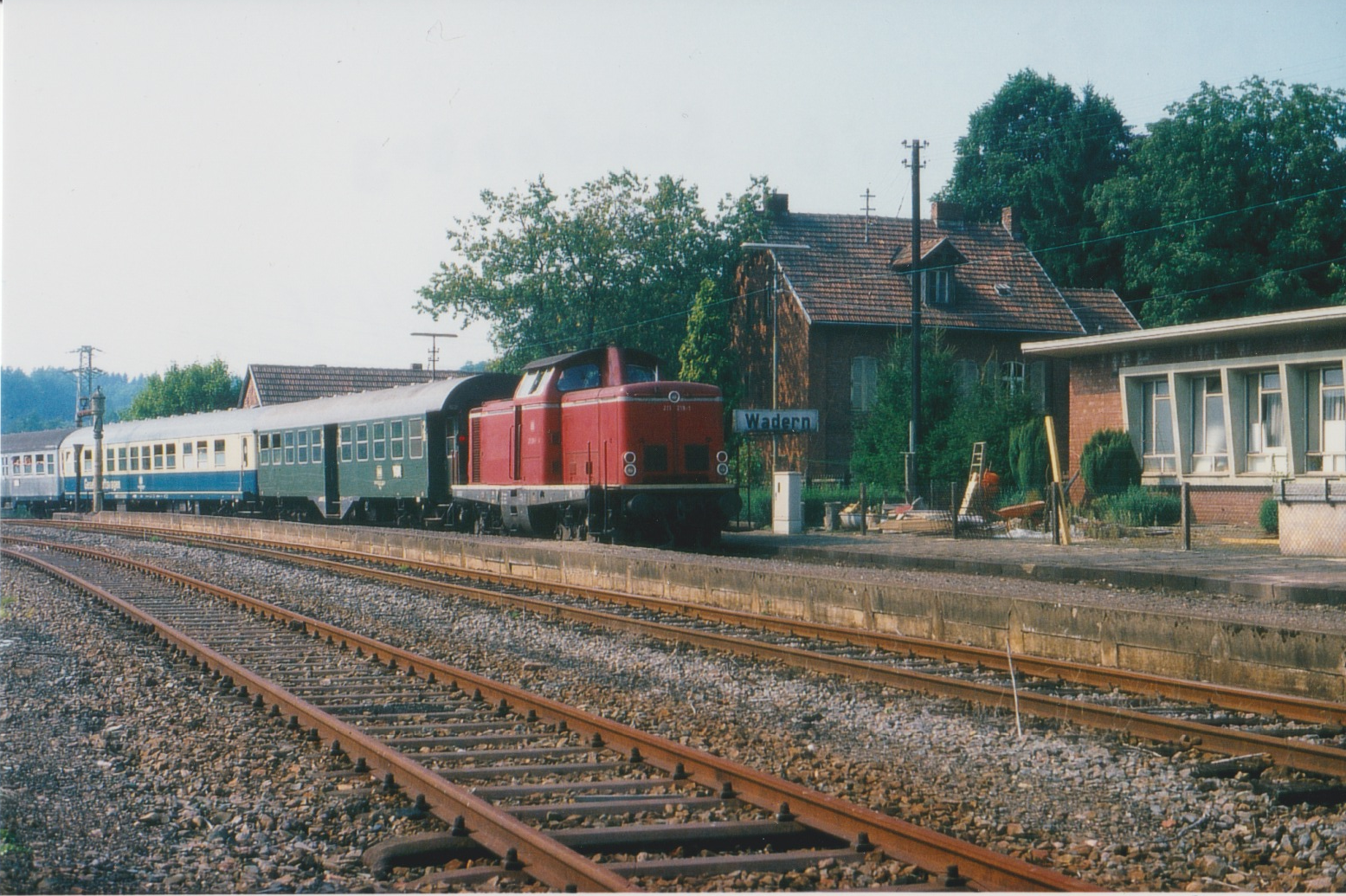
Sonderzug Lebach–Wadern

Der Abschnitt Wadern–Nonnweiler wurde im Personenverkehr am 3. Oktober 1959, im Güterverkehr am 30. April 1968 stillgelegt.

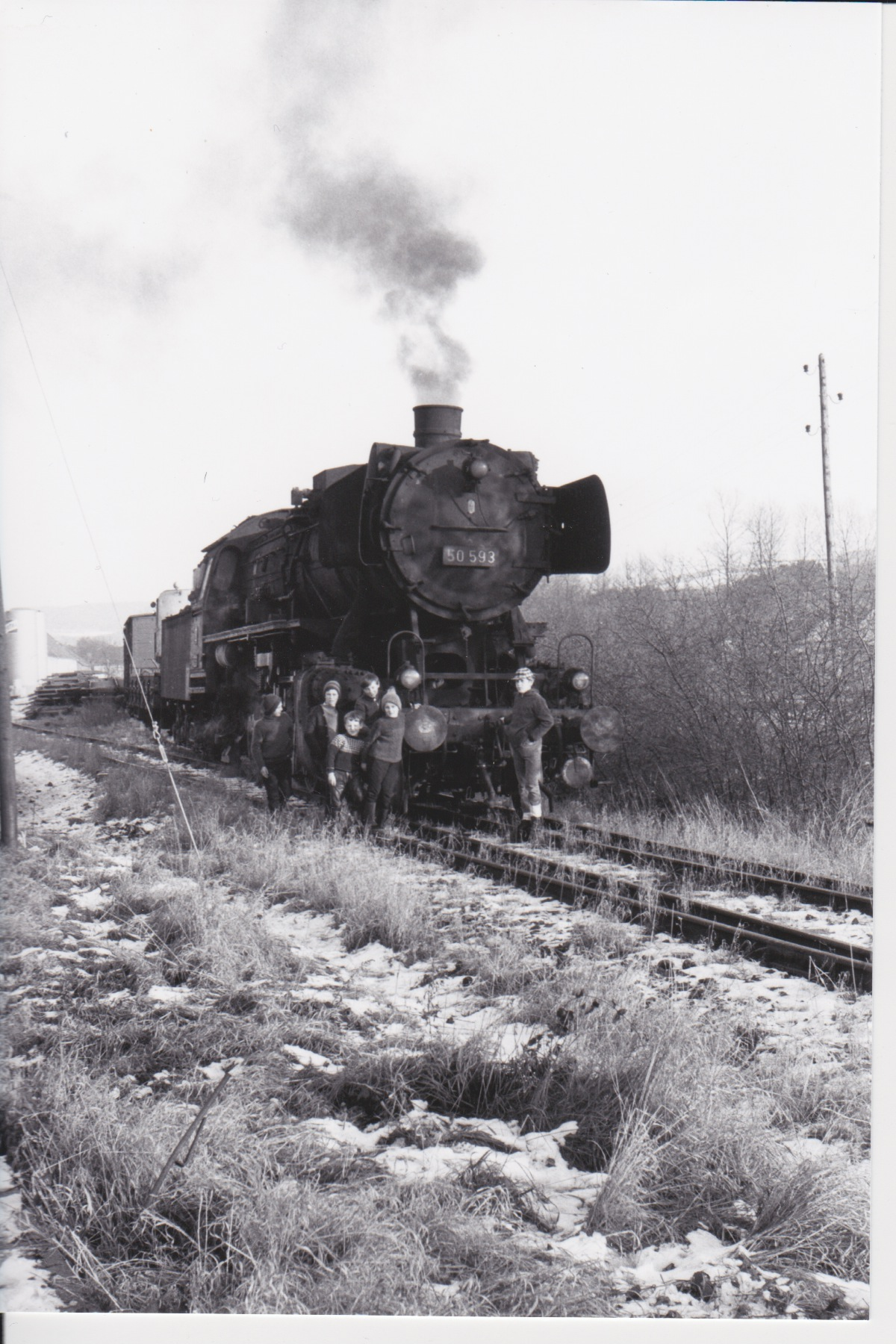
Letzter Zug Wadern–Nonnweiler

Allerdings war hier schon seit 1945 kaum noch ein Zug gefahren. Der Personenverkehr zwischen Wadern und Lebach sowie zwischen Dillingen und Wadern wurde am 30. Mai 1980 eingestellt.

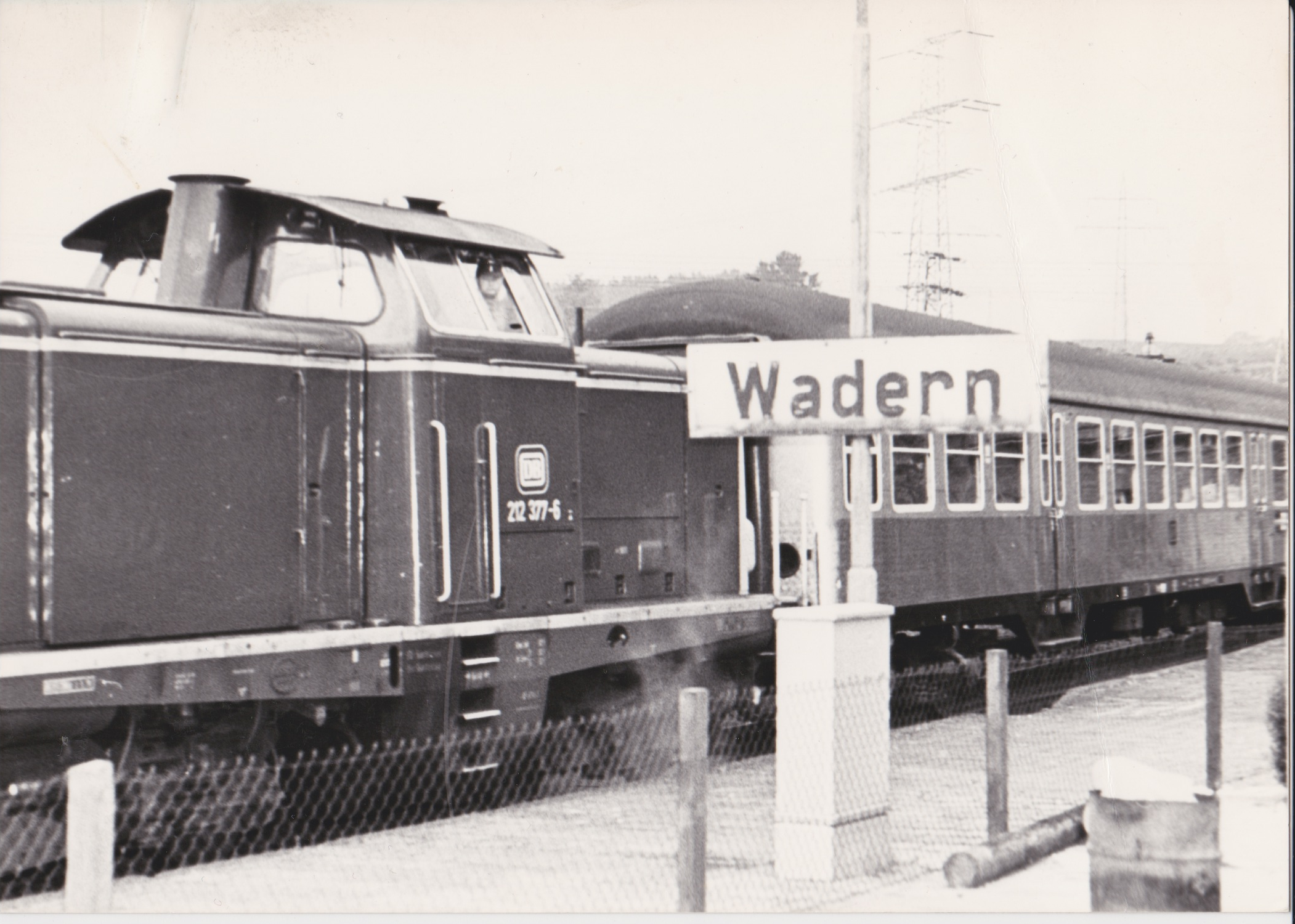
Letzter Zug

Danach gab es noch regelmäßigen Güterverkehr nach Wadern bis zum 30. Mai 1992. 

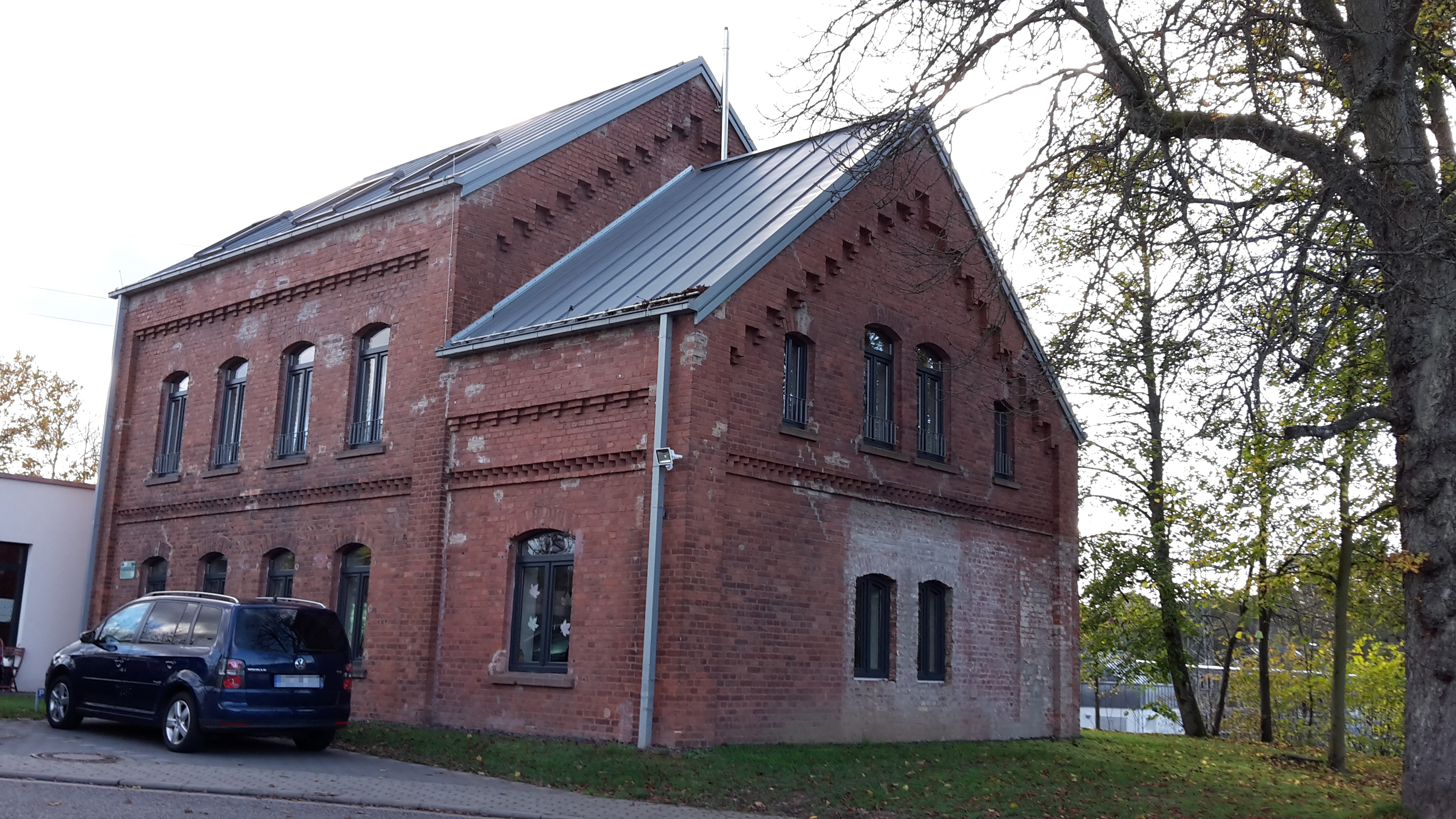
Familienzentrum

Durch den am 1. Dezember 1993 begonnenen Abbau der Gleise zwischen Wadern und Büschfeld wurde die Stadt endgültig vom Schienennetz abgekoppelt. 

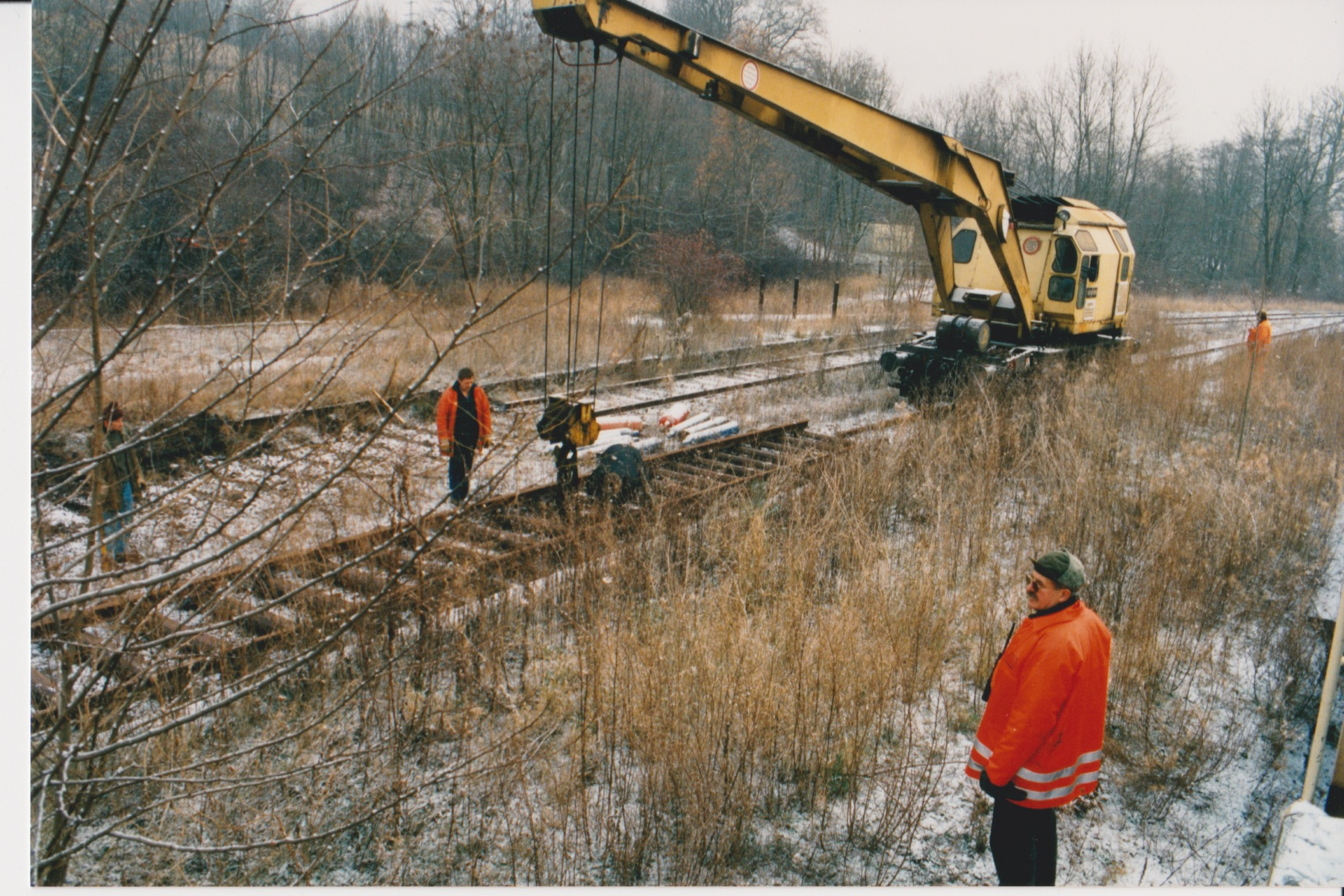
Abbau Gleisanlagen

Die Eisenbahnersiedlung entwickelte sich zu einer eigenständigen Ortschaft, die 1974 Ortsteil der Gemeinde Wadern, ab 1978 Stadt Wadern, wurde.

### Heutige Nutzung
Die ehemaligen, unter Denkmalschutz stehenden, Eisenbahnerhäuser lassen sich heute noch an der Backsteinarchitektur erkennen. Das ebenfalls denkmalgeschützte Bahnhofsgebäude wurde grundsaniert und seit 2012 befindet sich darin eine Kinderkrippe und ein Familienzentrum der Kinder- und Jugendhilfe St. Maria Weiskirchen.